# 石井定七

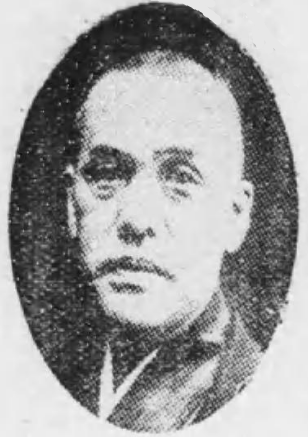
石井定七

石井 定七（いしい さだしち、旧姓・北村、幼名・与八、1879年（明治12年）6月8日 - 1945年（昭和20年）は、日本の商人（材木商）、相場師。族籍は大阪府平民。大阪の東区横堀（現在の大阪市中央区）に自宅があったことから横堀将軍の渾名で知られた。

## 人物
滋賀県平民・北村多助の三男として生まれる。13歳で大阪の材木問屋石井商店に小僧奉公に入る。20歳の時に主人（先代・石井定七尚祐）に無断で材木の買占めを行い、巨利を得る。これをきっかけとして商才に惚れ込んだ初代定七（石井尚祐）の三女の婿に迎え入れられ、23歳で養子となり、29歳で家督を継ぎ、二代目定七を襲名。屋号を「今定商店」に変える。 
材木商を営み、その傍ら1907年頃より株式、1914年、1915年頃より米穀、1917年、1918年頃より綿糸、綿花、銅等の定期又は現物取引を始め更に不動産の売買をし、巨額の利益を受け1920年3月上旬に於いてはその資産8千万円と称せられるに至る。
堂島での米相場で主に活動し、特に1919年から1921年にかけて80万石を買占め、現引きができるか否か市場関係者から注目されていたが、決算当日に必要な資金2300万円を引き渡すことが出来た。米相場以外でも日露戦争での材木相場や第一次世界大戦での銅相場でも成果を収めた。
しかし、相場の資金繰りでは手形の信用が利用され、更に高知商業銀行の経営権を握って機関銀行とするなど、不正な手段によるものだった。1925年の鐘紡新株をめぐる仕手戦で敗北、大阪株式取引所理事長の島徳蔵を巻き込んで挽回を図ったが及ばず、石井は破産宣告を受けた。その後10数年かけて多額の負債を返済、完済して間もなく交通事故死した。

## 家族・親族
石井家
- 養父・尚祐[2]
- 妻・スへ（1880年 - ?、養父・尚祐の三女）[2]
- 長女[2]
- 二女[2]
- 三女[2]